# Aspàtines
Aspàtines (grec antic: Ἀσπαθίνης, llatí: Aspathines; en persa: 𐎠𐎿𐎱𐎨𐎴𐎠 Aspačana; en elamita, Ašbazana, babiloni Aspašini), fou un noble esmentat en temps de Darios I el Gran i Xerxes I de Pèrsia.
Fou un dels set nobles perses que, segons Heròdot van conspirar contra els mags amb Darios, i va resultar ferit en la lluita que es va produir al moment de matar Esmerdis de Pèrsia al castell de Sicattawati (prop de l'actual Kermansah, 10 d'abril del 522 aC segons la data tradicional, altres autors daten el fet al setembre o octubre del mateix any).
La figura d'Aspàtines apareix a la tomba de Darios I el Gran a Naqš-e Rostam vestit com un mede i les seves funcions a la cort no són clares; sembla un camarlenc. Apareix a la llista d'Heròdot però a la inscripció de Bishutun el seu nom està substituït per Ardumanish, que probablement fou qui el va ajudar a Darios, i Aspatines fou el qui després va exercir les seves funcions, ja més tard. Aspatines apareix a diverses tauletes on es diu clarament que era fill de Praxapes que fou un conseller de Cambises II de Pèrsia i el seu missatger. Aspatines hauria servit com a alt oficial a Persèpolis als darrers anys de Darios (com a encarregat de les copes reials) i als primers tres anys de Xerxes (en el mateix càrrec).
Fou pare de Praxaspes (II) que fou almirall de Xerxes I el 480 aC.